# Tabula Hungariae

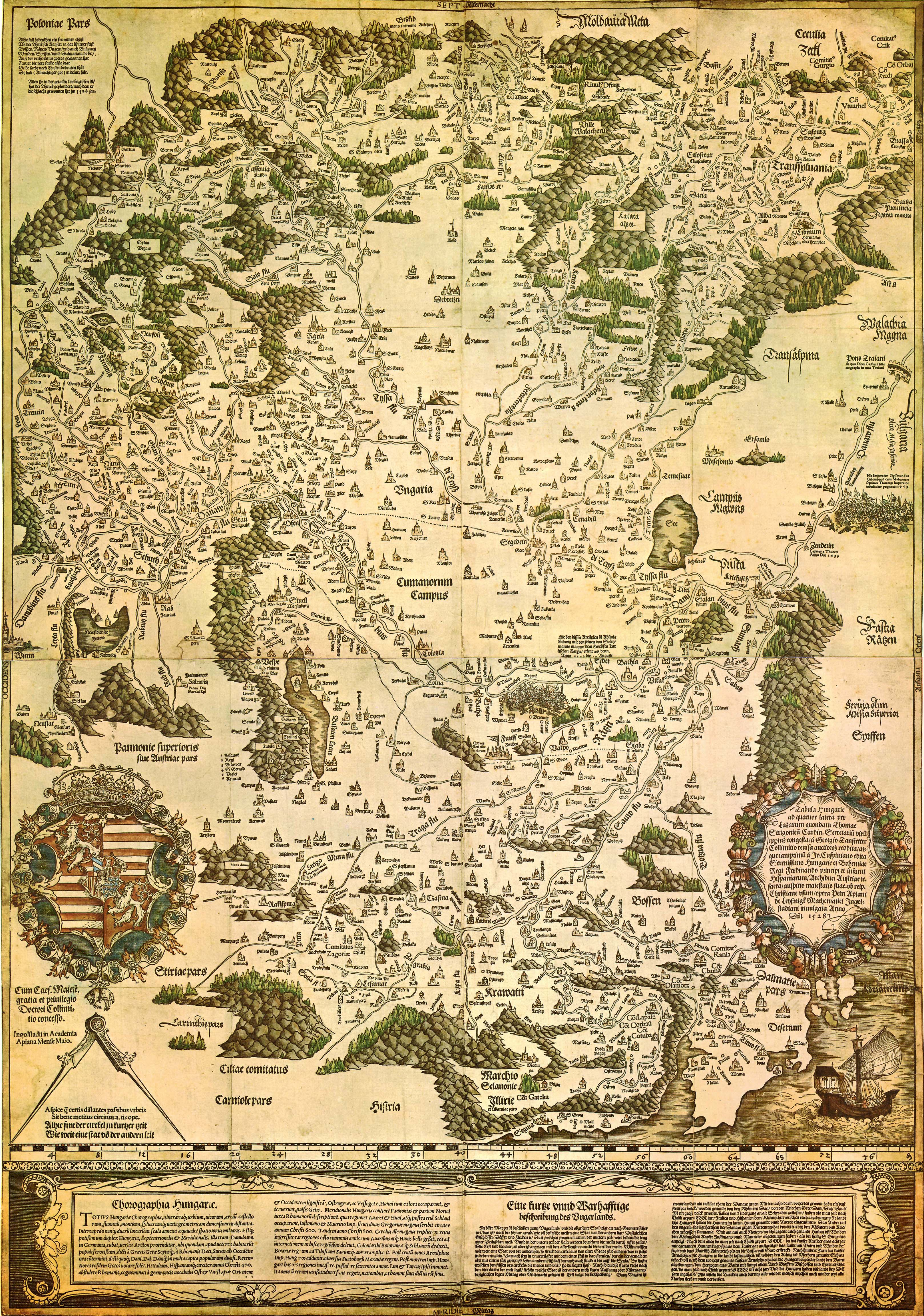
Tabula Hungariae, Ингольштадт

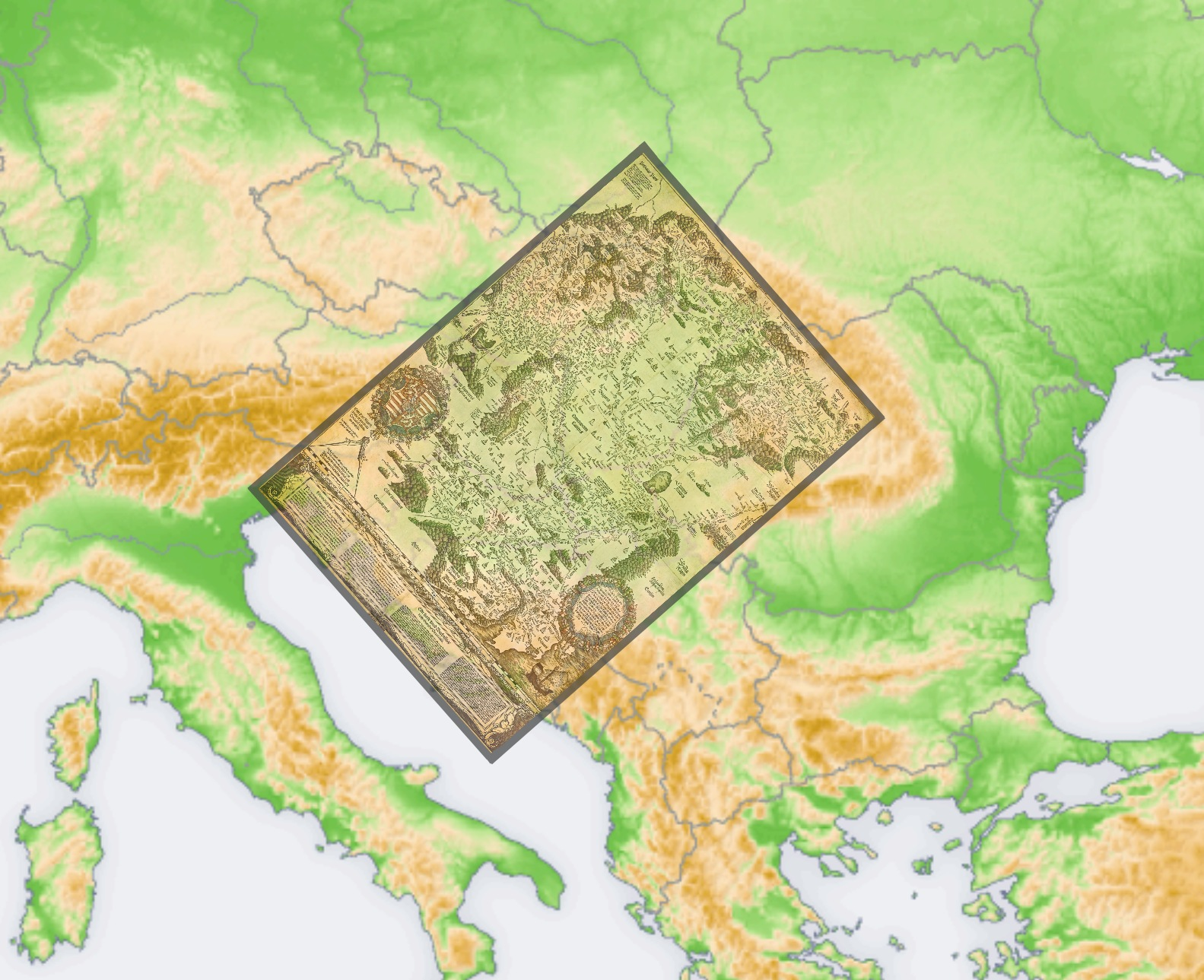
Примерный размер территории, покрываемой Tabula Hungariae

Tabula Hungariae (или «Карта Лазаря») — самая ранняя из сохранившихся печатных карт Венгрии, предположительно созданная венгром Лазарем Деком (Lázár deák) до 1528 года. Хранится в Национальной библиотеке Сечени, в Будапеште. Была внесена в список ЮНЕСКО «Память мира» в 2007 году.

## Описание
Карта размером примерно 65×85 сантиметров и ориентирована в направлении с юго-запада на северо-восток. Она показывает поселения и ландшафт Венгерского королевства на начало XVI века. Южные территории оккупированы Османской империей и отмечены другим цветом. Так как прорисованы лишь южные части у границ, считается, что целью создания карты могла быть подготовка к войне против Империи. Некоторые из показанных на карте поселений исчезли в результате оккупации и войн.
Наиболее ценной информацией карты являются названия и описания поселений. На ней около 1400 географических именований, 1270 из которых относятся к поселениям (365 из них — на посттрианонской территории Венгрии).
В нижней части карты расположено описание страны на немецком и латыни.

### Название поселений
Географические названия в настоящее время транскрибируются иначе. Например, современное é пишется как ee, современной ö было ew. Отмечено также, что c иногда пишется как tz, что характерно для орфографии дневневерхненемецкого языка. Это может быть вклад людей, готовивших карту к печати; однако, часть других имён указана на лад венгерских диалектов.

## Печать
Карта была напечатана с помощью Георга Таннштеттера, была оплачена Иоганном Куспинианом, на прессе Апиана Петера в Ингольштадте.

## Наследие
Было отпечатано всего несколько карт, и почти все они были потеряны со временем, так что исследователи знали о них только по описаниям. Однако в начале 1880-х одна карта была неожиданно найдена. Она была куплена коллекционером Шандором Аппоньи в 1882 году. В 1924 году карта была передана в Национальную библиотеку Сечени, где и находится в настоящее время.

## Поздние версии
До 1552 года было сделано несколько копий оригинальной карты, но они не сохранились. Однако, были карты, сделанные с использованием карты Лазаря после 1552 года, озаглавленные Tabula Hungariae, или Nova descriptio totius Hungariae. Вот шесть известных версий:
- Giovanni Andrea Vavassore (работал в 1510—1572), Венеция, 1553
- Pirro Ligorio (1496—1583), Рим, 1558 (утеряна), 1599
- Antonio Lafreri (1512—1577), Рим, 1558, 1559, 156?
- János Zsámboky (1531—1584), Вена, 1566
- Claudio Duchetti (1554—1597), Рим, 1577
- Giovanni Orlandi (работал в 1600—1604), Рим, 1602